# Can Gil (Vilabertran)
Can Gil és una casa dins del nucli urbà de Vilabertran, a la banda nord-est, formant cantonada entre la Plaça del Doctor Narcís Heras i el Carrer de l'Empordà.

## Arquitectura
Casal construït en els segles xvi i xvii amb reformes posteriors. La construcció principal està arrebossada i pintada mentre que els cossos posteriors són bastits en pedra sense treballar i maons, lligat amb abundant morter de calç.
Edifici cantoner amb jardí lateral format per diversos cossos adossats, que li proporcionen una planta més o menys rectangular. Les cobertes són de teula, majoritàriament de dues vessants, tot i que els cossos posteriors també presenten cobertes d'un sol aiguavés. La façana orientada a la plaça presenta un portal d'arc de mig punt, de gran dovellatge. Al seu damunt hi ha una gran finestra rectangular geminada, amb les llindes d'arc apuntat i les impostes decorades amb rosetes, que no ha conservat el mainell central. Al costat hi ha dues obertures rectangulars de posterior factura, amb els emmarcaments arrebossats i balcó al pis. Rematant la façana hi ha les restes d'un rellotge de sol. Les obertures de la façana lateral són en general rectangulars, amb els emmarcaments arrebossats i moltes d'elles reformades. Destaca la de l'extrem de migdia del pis, rectangular i amb la llinda d'arc conopial i les impostes decorades amb rosetes. A la planta baixa destaca un portal d'arc rebaixat adovellat. La part posterior de l'edifici, adossada a l'anterior cap a la banda de tramuntana, presenta un gran portal d'arc rebaixat i dues finestres rectangulars a la planta baixa. Totes tres obertures estan emmarcades amb carreus de pedra calcària blanquinosa. Les del pis són bastides en maons.